# 串間市立笠祇小学校
串間市立笠祇小学校（くしましりつ かさぎしょうがっこう）は、宮崎県串間市大字奴久見にある公立の小学校。
2016年（平成28年）4月から休校となっている。

## 概要
歴史
1876年（明治9年）に創立。現校名となったのは1954年（昭和29年）。2026年（令和8年）に創立150周年を迎える。
校章
中央に校名の略称である「笠小」の文字（縦書き）を配している。
校歌
1965年（昭和40年）制定。作詞は新名弘之、作曲は垣吉利忠による。歌詞は3番まであり、1番と3番の歌詞中に校名の「笠祇」が登場する。
通学区域
串間市のうち、「笠祇・古竹・奴久見」地区であった。中学校区は串間市立串間中学校。

## 沿革
- 1876年（明治9年）4月30日 - 「葛ヶ迫小学校」として創立。当時の児童数は20名。
- 1886年（明治19年）から1888年（明治21年）までの間 - 小学校令施行により、簡易科（3年制）を設置の上、「南那珂八番学区 簡易葛ヶ迫小学校」に改称。
- 1889年（明治22年）5月1日 - 町村制の施行により、南那珂郡3村（奴久見・高松・西方）の合併により、「福島村」が発足。
- 1890年（明治23年）- 尋常科（4年制）を設置の上、「尋常葛ヶ迫小学校」に改称。
- 1892年（明治25年）- 「葛ヶ迫尋常小学校」に改称。
- 1906年（明治39年）- 校舎を一部改築。校地を拡張。
- 1908年（明治41年）4月 - 改正小学校令により、尋常科（義務教育年限）が4年制から6年制に改められる。尋常科5年を新設。
- 1909年（明治42年）4月 - 尋常科6年を新設。
- 1926年（大正15年）
  - 10月1日 - 町制施行により、福島村が福島町となる。
  - この年 - 「第三福島尋常小学校」に改称[1]。
- 1941年（昭和16年）4月1日 - 国民学校令施行により、「福島町笠祇国民学校」に改称。尋常科を初等科に改める。
- 1947年（昭和22年）4月1日 - 学制改革（六・三制の実施）により、国民学校初等科が、新制小学校「福島町立笠祇小学校'」に改組・改称。
- 1949年（昭和24年）6月1日 - 現在地に校舎を移転。
- 1954年（昭和29年）11月3日 - 南那珂郡1町（福島）4村（大束・本城・都井・市木）合併により、「串間市立笠祇小学校」（現校名）に改称。
- 1965年（昭和40年）
  - 1月 - 完全給食（自校調理方式）を実施。
  - 8月 - 防火用水兼プールが完成。
  - 11月7日 - 創立90周年を記念して校歌を制定。
- 1968年（昭和43年）3月 - 校旗を新調。
- 1969年（昭和44年）2月 - へき地集会所が完成。
- 1975年（昭和50年）3月22日 - 創立100周年記念行事を実施。
- 1983年（昭和58年）3月 - 校舎を改築。
- 1989年（平成元年）9月 - 給食、自校調理方式から給食センターからの配送方式に変更となる。
- 1990年（平成2年）8月 - 給食室を解体。
- 1991年（平成3年）6月 - へき地集会室兼体育館が完成。
- 1998年（平成10年）2月 - 西校門に門柱2本を設置。
- 2005年（平成17年）11月19日 - 創立130周年記念式典を挙行。
- 2008年（平成20年）4月1日 - 連携型小中高一貫教育を開始。
- 2015年（平成27年）- 休校が決定する。
- 2016年（平成28年）
  - 3月20日 - 休校式を挙行。
  - 3月31日 - 休校となる。最終年度在籍児童数は7名（6年生を含む）であった。

## 交通
最寄りの幹線道路
- JR九州 日南線 「串間駅」

最寄りのバス停留所
- 串間市コミュニティバスよかバス 「笠祇」停留所

最寄りの幹線道路
- 鹿児島県道・宮崎県道112号今別府串間線

## 周辺
- 笠祇山

## 参考資料
- 「広報くしまNo.1102 2016年（平成28年）3月1日発行 (PDF) 」- 串間市ウェブサイト